# Sing Street
Pour plus de détails, voir Fiche technique et Distribution.
Sing Street est une comédie dramatique musicale irlandaise réalisée par John Carney et sortie en 2016. C'est le huitième long-métrage de John Carney, qui en est le réalisateur, le scénariste et également le producteur.

## Synopsis
Dublin, en 1985, Conor Lawlor (Ferdia Walsh-Peelo (en)), un jeune lycéen de 15 ans, est contraint de changer de lycée car ses parents, touchés par la crise économique, n'ont plus d'argent pour payer ses études. Dans ce nouvel établissement, il subit l'ambiance désastreuse du lycée religieux « Synge Street ». Inspiré par les groupes mythiques de l'époque tels que The Cure, Duran Duran ou encore A-ha, le jeune garçon forme un groupe de musique avec l'aide de ses nouveaux camarades et de son grand frère Brendan (Jack Reynor), pour séduire la belle et mystérieuse mannequin Raphina (Lucy Boynton).

## Fiche technique
- Titre original et français : Sing Street
- Titre québécois : Sing Street : La rue des chansons
- Réalisateur : John Carney
- Scénario : John Carney
- Production : John Carney
- Musique : Gary Clark
- Pays d'origine :  Irlande
- Langue originale : anglais
- Genre : comédie dramatique, musical
- Durée : 106 minutes
- Dates de sortie :
  - États-Unis : 24 janvier 2016 (Festival du film de Sundance)
  - Irlande : 17 mars 2016
  - France : 26 octobre 2016

## Distribution
- Ferdia Walsh-Peelo (en) (VQ : Alexandre Bacon) : Conor
- Aidan Gillen (VF : Yann Guillemot ; VQ : Nicolas Charbonneaux-Collombet) : Robert Lawlor, père de Brendan et Conor
- Jack Reynor (VF : Gauthier Battoue ; VQ : Xavier Dolan) : Brendan Lawlor, frère aîné de Conor
- Maria Doyle Kennedy (VF : Danièle Douet ; VQ : Marie-Andrée Corneille) : Penny Lawlor, mère de Brendan et Conor
- Lucy Boynton (VF : Leslie Lipkins ; VQ : Catherine Brunet) : Raphina
- Kelly Thornton (VF : Clara Quilichini) : Ann Lawlor, sœur de Brendan et Conor
- Kyle Bradley Donaldson : Fifth Former
- Ben Carolan (VQ : Clifford Leduc-Vaillancourt) : Darren
- Mark McKenna (VF : Gabriel Bismuth-Bienaimé ; VQ : Charles Sirard-Blouin) : Eamon
- Lydia McGuinness : Miss Dunne
- Don Wycherley : Père Baxter
- Paul Roe : Surveyor
- Percy Chamburuka : Ngig
- Conor Hamilton : Larry
- Karl Rice : Garry
- Ian Kenny (VF : Martin Faliu) : Barry

## Musique
La musique participe énormément à l'ambiance du film, avec des artistes comme The Cure, Duran Duran, Motörhead, The Jam, A-ha, Joy Division et d'autres. Il y a en plus une bande originale, co-écrite par John Carney et Gary Clark, qui est transmise comme étant les compositions du groupe Sing Street. Le morceau Go Now est co-écrit et interprété par Adam Levine.
Liste des morceaux
La bande originale du film a été réalisée par Decca Records en mars 2016 avec les titres suivants :
1. Rock N Roll Is a Risk (dialogue) – Jack Reynor
2. Stay Clean – Motörhead
3. The Riddle of the Model – Sing Street
4. Rio – Duran Duran
5. Up – Sing Street
6. To Find You – Sing Street
7. Town Called Malice – The Jam
8. In Between Days – The Cure
9. A Beautiful Sea – Sing Street
10. Maneater – Hall and Oates
11. Steppin' Out – Joe Jackson
12. Drive It Like You Stole It – Sing Street
13. Up (Bedroom Mix) – Sing Street
14. Pop Muzik – M
15. Girls – Sing Street
16. Brown Shoes – Sing Street
17. Go Now – Adam Levine

## Box-office
- France : 97 615 entrées[1]

## Anecdotes
- Le film a reçu les prix : Hitchcock d'or et prix du scénario lors du Festival du film britannique de Dinard 2016
- Après le succès du film, John Carney a décidé d'adapter son film en comédie musicale pour Broadway.